# Kalaharituber pfeilii
Kalaharituber pfeilii är en svampart som först beskrevs av Henn., och fick sitt nu gällande namn av Trappe & Kagan-Zur 2005. Kalaharituber pfeilii ingår i släktet Kalaharituber och familjen Pezizaceae.   Inga underarter finns listade i Catalogue of Life.